# Tropan
Tropan je azoto biciklično organsko jedinjenje. Ono je prvenstveno poznato po grupi alkaloida koji su izvedeni iz njega. Oni se nazivaju se tropanski alkaloidi, i obuhvataju pored drugih atropin i kokain. Oba alkaloida sadrže tropinon, čiji derivat je tropan. Tropanski alkaloidi se javljaju u biljkama familija Erythroxylaceae (npr. koka) i Solanaceae (u kojoj su mandragora, velebilje, krompir, paradajz).
Azotni most je između C-1 i C-5. Tropan sadrži dva asimetrična ugljenika, ali je optički neaktivan usled simerije.
8-Azabiciklo[3.2.1]oktane (tropan bez 8-metil grupe) je poznat kao nortropan ili nor-tropan.